# El mañanero (2010)
El mañanero fue un programa de televisión matutino mexicano, producido por Televisa y transmitido por FOROtv; así como repetido simultáneamente en W Radio
Es conducido por el personaje Brozo, acompañado por los periodistas Leopoldo de la Rosa y Marissa Rivera, además La Reata quien al final se revelaba su identidad en lo cual se llamaba Íngrid Brans.
El programa está basado en la versión anterior transmitida desde 2000 y hasta 2004 aunque dio un nuevo concepto de debates que tenía Brozo con sus entrevistados denominándolo "Debatitlan".
El viernes 29 de noviembre de 2019 fue la última retransmisión de "El Mañanero" llena de polémicas por la supuesta censura del presidente en curso Andrés Manuel López Obrador aunque el lunes 25 de ese mismo mes y año Brozo dijo que había sido por cuestiones de contrato y presupuestos